# Caseasauria
Caseasauria je parafyletický podřád tvořený dvěma odlišnými skupinami vymřelých synapsidů z řádu Pelycosauria. První skupinou jsou malí hmyzožraví a draví zástupci čeledi Eothyrididae, druhou velcí býložravci z čeledi Caseidae.

## Charakteristika
Tito drobní až obří a zavalití plazi z pozdních prvohor jsou známí z geologického období permu (nejmladší prvohory). Mezi nejznámější rody patří severoamerický Cotylorhynchus.

## Systém
- Čeleď Eothyrididae
  - Eothyris
  - Oedaleops
- Čeleď Caseidae
  - Angelosaurus
  - Casea
  - Caseoides
  - Caseopsis
  - Cotylorhynchus
  - Ennatosaurus[1]
  - Knoxosaurus
  - Oromycter

?Phreatophasma